# Panorpa acuminata
Panorpa acuminata is een insect uit de orde van de schorpioenvliegen (Mecoptera), familie van de schorpioenvliegen (Panorpidae). De wetenschappelijke naam van de soort is voor het eerst geldig gepubliceerd door Byers in 1993.
De soort komt voor in Georgia (Verenigde Staten).